# 布·贝里隆德
布·贝里隆德（瑞典語：Bo Berglund，1955年4月6日—），瑞典男子冰球运动员，1973年开始职业生涯。他曾代表瑞典参加1980年和1988年冬季奥林匹克运动会冰球比赛，获得二枚铜牌。